# Deutsche Wildstraße
Die Deutsche Wildstraße ist eine Ferienstraße in der Eifel.
Die Rundstrecke wurde am 26. Juli 1970 eröffnet und führt als 180 km langer Rundweg von Daun über Gerolstein, Birresborn, Neustraßburg, Gondorf, Manderscheid und Gillenfeld zurück nach Daun.
Folgende Wildparke liegen von Nord nach Süd an der Strecke:
- Adler- und Wolfspark Kasselburg, bei Pelm
- Wild- & Erlebnispark Daun, bei Daun
- Wild- und Freizeitpark Klotten, bei Klotten
- Eifelpark, bei Gondorf

Bei der Rundfahrt kommt man auch an den Maaren der Eifel vorbei.